# Guzmánové

Erb vévodů z Media Sidonie

Guzmánové (španělsky Casa de Guzmán) jsou rozvětvený španělský šlechtický rod. Jeho důležitými větvemi jsou vévodové z Medina Sidonie a jejich pobočná linie Olivaresové. Nejstarším známým předkem rodu byl kastilský velmož Rodrigo Muñoz de Guzmán (zemřel kolem roku 1186). Dalšími známými představiteli byli vojevůdce Guzmán Dobrý čili  Alfonso Pérez de Guzmán (1256–1309) a neúspěšný velitel španělské Armady admirál Alonso Pérez de Guzmán (1550–1615).